# Danuta Nycz
Danuta Nycz es una deportista polaca que compitió en luge. Ganó una medalla de bronce en el Campeonato Mundial de Luge de 1962, en la prueba individual.

## Palmarés internacional
| Campeonato Mundial | Campeonato Mundial | Campeonato Mundial | Campeonato Mundial |
| Año                | Lugar              | Medalla            | Prueba             |
| ------------------ | ------------------ | ------------------ | ------------------ |
| 1962               | Krynica (Polonia)  | Medalla de bronce  | Individual         |